# Trisha Brown
Trisha Brown (Aberdeen, WA, 25 november 1936 − San Antonio, TX, 18 maart 2017) was een Amerikaanse danseres, choreograaf en theatermaakster, die van grote betekenis is geweest voor de ontwikkeling van de moderne dans in de twintigste eeuw. Ze geldt als pionier van het postmodernisme in de dans. Als medeoprichter van het Judson Dance Theatre in New York en later met haar eigen gezelschap Trisha Brown Dance Company, werkte ze vijftig jaar lang samen met tal van avant-garde componisten, muzikanten en beeldend kunstenaars.

## Leven
Trisha Brown studeerde dans aan het prestigieuze Mills College in Californië. Ze voltooide haar studie in 1958 met een Bachelor of Arts. Ze nam verschillende keren deel aan het American Dance Festival, dat destijds elke zomer zes weken lang plaatsvond op Connecticut College. Daar studeerde ze onder anderen bij Louis Horst, José Limón en Merce Cunningham.
In 1961 verhuisde Brown naar New York, waar ze repeteerde met danseres Anna Halprin. In 1962 werd ze een van de oprichters van het dansensemble Judson Dance Theatre. In dit ensemble werkte ze samen met de dansers Steve Paxton en Yvonne Rainer. In 1970 richtte ze de Trisha Brown Company op, die al snel werd erkend als een van de toonaangevende moderne dansgezelschappen.
Staande in de traditie van Merce Cunningham enerzijds en Anna Halprin anderzijds, ontwikkelde ze gaandeweg haar eigen 'taal'. Browns stijl, zoals die tot uiting komt in de werken die ze choreografeerde, is gebaseerd op een verdieping en verfijning van alledaagse bewegingen. Zorgvuldig uitgevoerde repetitieve gebaren zorgen voor een virtuoze totaalindruk. Twintig jaar lang presenteerde ze haar choreografieën met dansers en niet-dansers in galeries, studio's en buitenlocaties - in de stad en in de natuur - voordat ze werd uitgenodigd door de gevestigde theaters.
Browns werk vond ook in Europa veel weerklank, niet in het minst door haar invloed op jongere choreografen als de Belgische Anne Teresa de Keersmaeker en de voornamelijk in Duitsland werkende William Forsythe. In 2007 nam ze deel aan documenta 12 in Kassel met onder andere live voorstellingen en werk op papier en video.
Trisha Brown overleed na een langdurige ziekte in 2017 op tachtigjarige leeftijd, enkele maanden na haar echtgenoot, kunstenaar Burt Barr. Ze liet een zoon en vier kleinkinderen achter.
Na haar dood verwierf de Jerome Robbins Dance Division van de New York Public Library in 2019 haar persoonlijke archief en dat van de Trisha Brown Dance Company. Delen van de Trisha Brown Dance Company-collecties en de nalatenschap van Trisha Brown bevinden zich in de collecties van het Walker Art Center in Minneapolis, het Museum of Modern Art in New York en de Tate Modern in Londen. Trisha Browns tekeningen en schetsen worden beheerd door haar galerie, Sikkema Jenkins & Co in Londen.

## Onderscheidingen en prijzen
- 1975, 1984: Toekenning van een stipendium van de Guggenheim Fellowship
- 1988: Bekroond met de Franse Ordre des Arts et des Lettres aanvankelijk in de rang van ridder, later ook als officier (2000) en commandant (2004)
- 1991: Genius Grant van de MacArthur Foundation
- 1994: Oeuvreprijs van het American Dance Festival
- 1997: Erelid van de American Academy of Arts and Letters
- 2000: Eretitel van Doctor of Fine Arts (D.F.A.) verleend door Bates College
- 2002: Bekroond met de National Medal of Arts, de hoogste nationale onderscheiding voor individuele kunstenaars in de VS
- 2005: Benois de la Danse-prijs voor haar gehele oeuvre
- 2009: Lid van de American Academy of Arts and Sciences
- 2011: Speciale prijs van de Roswitha Haftmann-prijs
- 2013: Eerste winnaar van de Robert Rauschenberg-prijs van de Foundation for Contemporary Arts, New York

## Werken (selectie)
- 1966: Homemade
- 1968: Planes
- 1970: Man Walking Down the Side of a Building
- 1971: Walking on the Wall
- 1971: Roof Piece
- 1971: Accumulation
- 1973: Primary Accumulation
- 1973: Group Primary Accumulation; in november 1987 te zien, samen met Newark, in Het Muziektheater, Amsterdam[3]
- 1976: Line Up; in oktober 1990 uitgevoerd, samen met Astral Convertible en Foray Forêt, door Trisha Brown Dance Company in deSingel, Antwerpen[4]
- 1978: Accumulation with Talking plus Water Motor; in december 1980 te zien, samen met Accumulation with Talking plus Water Motor, Glacial Decoy en Opal Loop, in Theater Zuidplein, Rotterdam[3]
- 1979: Glacial Decoy, scenografie van Robert Rauschenberg; in juni 1984 te zien in de Stadsschouwburg Amsterdam in het kader van het Holland Festival[3]
- 1980: Opal Loop; in juni 1984 te zien, samen met Son of Gone Fishin en Set and Reset, in de Stadsschouwburg Amsterdam (in het kader van het Holland Festival)[3]
- 1981: Son of Gone Fishin, muziek van Robert Ashley; in oktober 1990 uitgevoerd, samen met Set and Reset en Newark, door Trisha Brown Dance Company in deSingel, Antwerpen[5]
- 1983: Set and Reset muziek van Laurie Anderson en scenografie van Robert Rauschenberg; in 2006/07 uitgevoerd in een bewerking van Lance Gries door het Brusselse gezelschap P.A.R.T.S.[6]
- 1985: Working title
- 1985: Lateral Pass, muziek van Peter Zummo en decor van Nancy Graves; in november 1988 te zien Het Muziektheater, Amsterdam;[3] in 2006 uitgevoerd door P.A.R.T.S. in Kaaistudios[7]
- 1987: Newark, muziek van Peter Zummo en scenografie van Donald Judd, voor het Centre national de danse contemporaine in Angers
- 1989: Astral Convertible; in november 1992 te zien, samen met Foray Forêt en 'For M.G.: The movie, in Het Muziektheater, Amsterdam[3]
- 1990: Foray Forêt, decor en kostuums van Robert Rauschenberg, voor de Biennale de la danse, Lyon
- 1991: Astral Converted, muziek van John Cage
- 1991: For M.G.: The movie, muziek van Alvin Curran
- 1994: If You Couldn't See Me
- 1995: M.O. - Musikalisches Opfer, op muziek van Johann Sebastian Bach; in april 1999 te zien, samen met Twelve Ton Rose, in de Stadsschouwburg Utrecht (in het kader van Springdance)[3]
- 1996: Twelve Ton Rose, op muziek van Anton Webern; in 2018/19 uitgevoerd door Opera Ballet Vlaanderen[8]
- 1998: L'Orfeo, mise-en-scène van de opera van Claudio Monteverdi, coproductie van De Munt in Brussel en het Festival van Aix-en-Provence[9]
- 1998: L'orfeo, favola in musica (televisiefilm), choreografie en mise-en-scène
- 2001: Luci mie traditrici, mise-en-scène van een nieuwe opera van Salvatore Sciarrino, voor De Munt in Brussel
- 2002: Die Winterreise, op muziek van Franz Schubert; in juni 2003 te zien in de Stadsschouwburg Amsterdam (in het kader van het Holland Festival)[3]
- 2003: Present Tense, muziek van John Cage
- 2004: O Zlozony/O Composite, muziek van Laurie Anderson, voor de Opéra national de Paris
- 2006: How Long Does the Subject Linger on the Edge of the Volume
- 2006: Geometry of Quiet, muziek van Salvatore Sciarrino
- 2007: Da gelo a gelo, mise-en-scène van een nieuwe opera van Salvatore Sciarrino voor de Opéra national de Paris
- 2010: Pygmalion, mise-en-scène van opera-ballet van Jean-Philippe Rameau voor het Festival van Aix-en-Provence
- 2010: Hippolyte et Aricie (fragmenten) en Pygmalion, mise-en-scène van opera's van Jean-Philippe Rameau voor De Nederlandse Opera in Amsterdam
- 2011: I'm Going to Toss My Arms – If You Catch Them They're Yours, muziek van Alvin Curran, voor het Théâtre national de Chaillot in Parijs